# Kick-Ass (película)
Kick-Ass (conocida en España como Kick-Ass: Listo para machacar y en Hispanoamérica como Kick-Ass: Un superhéroe sin superpoderes) es una película de superhéroes (en donde muchos de los protagonistas son antihéroes) basada en el cómic del mismo nombre creado por Mark Millar y John Romita Jr. cuya publicación fue en 2008 bajo la editorial Icon Comics, sello perteneciente a Marvel Comics. Dirigida por Matthew Vaughn y producida por Brad Pitt, la película se estrenó el 16 de abril de 2010 en Estados Unidos, el 4 de junio en España y el 18 de junio en México.

## Argumento
Dave Lizewski (Aaron Taylor-Johnson) es un adolescente común y corriente que vive en la ciudad de Nueva York. Dave compra un traje y, después de hacer modificaciones, se embarca en una campaña para convertirse en un superhéroe en la vida real. Después de que su primer encuentro contra el crimen lo lleve a ser apuñalado y ser arrollado en un atropello y fuga, dejándolo con daño nervioso permanente, obtiene una mayor capacidad para soportar el dolor. Su esfuerzo por ocultar la verdad conduce a los rumores de que él es gay. Su enamorada desde hace mucho tiempo, Katie Deauxma (Lyndsy Fonseca), inmediatamente intenta ser su amiga. Después de intervenir en un ataque de pandillas, las acciones de Dave son registradas por un espectador y el video es subido a Internet, convirtiéndolo en una celebridad. Llamándose a sí mismo «Kick-Ass», se crea una cuenta de MySpace para que pueda ser contactado para obtener ayuda. Después de responder a una solicitud de Katie, descubre que se trata de un traficante de drogas, Rasul (Kofi Natei), que la ha estado acosando. Rasul y sus matones rápidamente lo dominan, pero es rescatado por una vigilante de once años de edad, Hit-Girl (Chloë Grace Moretz), que mata a Rasul, y luego mata a todos los matones de Rasul y los deja con su padre, Big Daddy (Nicolas Cage).
Big Daddy es Damon Macready, un expolicía que tiene un resentimiento de larga duración contra el jefe del crimen Frank D'Amico (Mark Strong) para la formulación de él como un traficante de drogas. Su exsocio del Departamento de Policía de Nueva York, Marcus Williams (Morris Chestnut), se convirtió en tutor de su hija Mindy. Big Daddy, sin embargo, ha reclamado a Mindy y la está entrenando para ser una experta combatiente del crimen. Sin embargo, las acciones de Big Daddy inadvertidamente apuntan a Kick-Ass, creyendo los matones que era él quien mató a sus hombres. El hijo de D'Amico, Chris (Christopher Mintz-Plasse), sugiere un enfoque diferente. Asume el papel del vigilante «Red Mist» para hacerse amigo de Kick-Ass y atraerlo a una trampa.
Tras escapar del incendio de un almacén, Dave decide dejar de ser Kick-Ass. Él confiesa la verdad a Katie, y ella lo perdona y se convierte en su novia. Una semana más tarde, después de encontrar una serie de mensajes de Red Mist que pide con urgencia atender, Dave decide ponerse su traje de Kick-Ass por última vez. En la reunión, Red Mist crea un ardid que consiste en que tanto él como Kick Ass, tienen una recompensa colocada sobre de sus cabezas. Creyendo en la historia, Kick-Ass llama a sus aliados, sin darse cuenta de que lleva a Big Daddy y Hit-Girl hacia una emboscada. Al llegar a una de las casas de seguridad de Big Daddy, Red Mist dispara a Hit-Girl por una ventana, y D'Amico atormenta a los hombres del lugar y capturan a Big Daddy, teniendo a Kick-Ass con ellos. D'Amico tiene la intención de tener a sus matones para torturarlos y ejecutar a sus prisioneros en una transmisión en vivo por Internet vista por millones de personas, incluyendo a Katie y Marcus, que sólo pueden observar con impotencia. Hit-Girl, habiendo sobrevivido a los disparos, dispara a la guarida, matando a todos los gánsteres, pero durante la lucha, un matón le prende fuego a Big Daddy y fatalmente lo quema.
Hit Girl apaga el fuego pero, es demasiado tarde. Big Daddy muere. Kick ass y Hit Girl vuelven a casa de esta última, donde él le propone ir a su casa y ayudarla, a lo que ella se niega, se prepara para vengar la muerte de su padre a manos del cartel de Frank D'Amico, convenciendo a Kick Ass de ayudarle, ofreciéndole elegir cualquier arma. Este se acerca a una caja de madera diciendo que escoge ese; Hit Girl le entrega un instructivo, diciéndole que lo mejor será que empiece a leerlo, pues lo estará usando en cosa de 5 minutos.

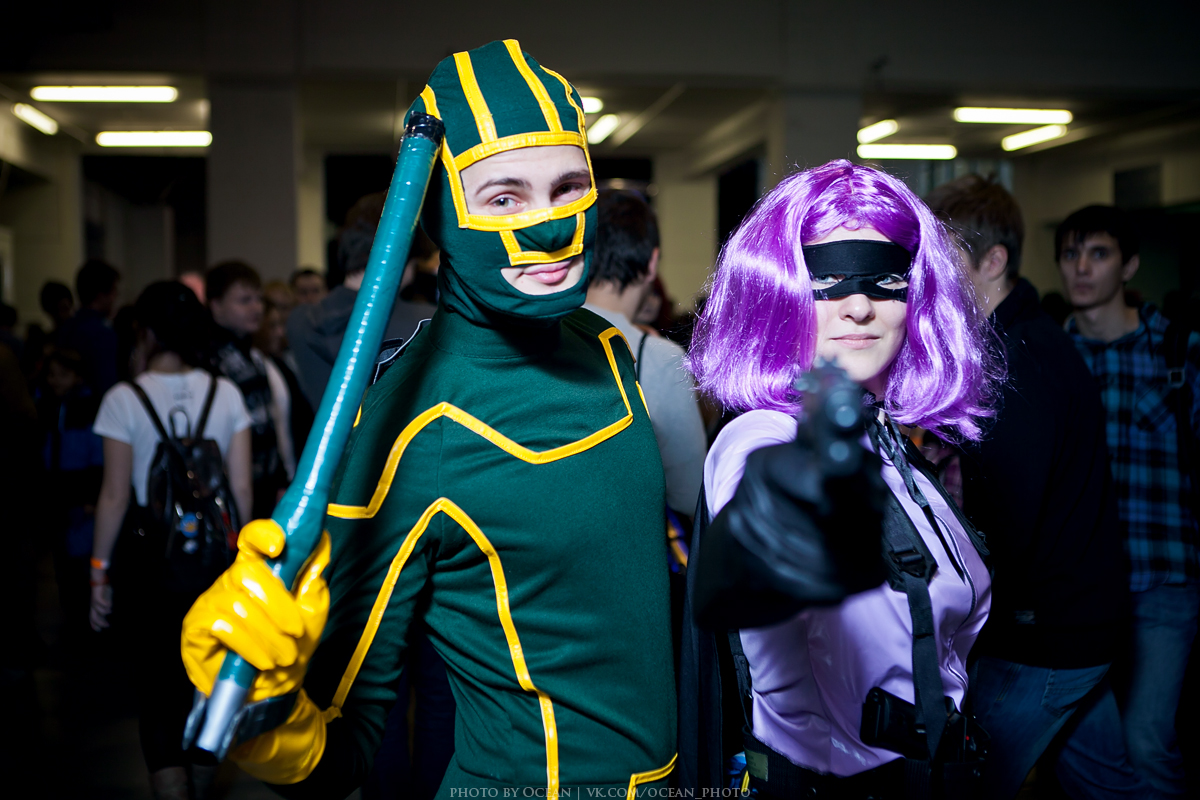
Cosplay de Kick-Ass

Posteriormente, aparece Hit Girl disfrazada de colegiala, tocando el timbre en el edificio de D'Amico, entrando bajo el argumento de que ha perdido a sus padres en la ciudad y necesita ayuda. Uno de los empleados se ofrece a prestarle su teléfono celular para que llame a sus padres, sin saber que todo es una trampa. Hit Girl le apunta con una pistola en la boca, provocando el inicio de un breve tiroteo, logrando asesinar a todos los hombres que estaban en el vestíbulo. A través de la cámara de seguridad, le hace señas a Kick Ass de que todo está en orden y el plan sigue en pie. Toma el elevador y llega a un piso infestado de hombres armados, a los que se enfrenta sin ningún problema, logrando llegar a la cocina, donde se oculta de los únicos 4 sobrevivientes, pues se ha quedado sin balas. Es baleada con una metralleta, pero gracias a sus habilidades, sale nuevamente ilesa; Todo lo ocurrido en el edificio llega a oídos de Frank D'Amico y de Chris, quienes permanecen ocultos en el penthouse del edificio, resguardados por un guardaespaldas, quien asegurando que "todo está bien" toma una bazooka que estaba sobre un mueble, la cual había sido previamente robada de casa de los McReady durante la emboscada montada por Red Mist. 
Cuando baja a investigar qué ocurre y asegurarse de que todo ha pasado, se encuentran con que otro de los hombres fue acuchillado a distancia, dejando en claro que Hit Girl no estaba muerta después de la ráfaga de balas de la metralleta.
Justo cuando iba a ser disparada la bazooka y que Hit Girl sentía pasar su vida frente a sus ojos, Kick Ass aparece volando sobre un jet pack; revelando que eso es lo que había dentro de la caja, baleando a los hombres restantes, salvándole la vida. Finalmente logran subir hasta el ático, donde son recibidos por Chris y Frank D'Amico, quien ordena a este último asesinar a Kick Ass; muy a su pesar, obedece, sumiéndose en una encarnizada pelea en la que llega el momento en que ambos acaban inconscientes. Mientras tanto, se lleva a cabo otra brutal batalla entre Frank D'Amico y Hit Girl, donde, una vez más, ella está a punto de morir a manos del mafioso, diciéndole como despedida "desearía tener un hijo como tú", dejando en claro que seguía avergonzándose de Chris por nunca haber sido lo que él esperaba. Justo está por disparar, cuando aparece Kick Ass con la bazooka, disparando a D'Amico, matándolo. Tras el sonido de la explosión, Chris finalmente reacciona, toma un sable para acabar con su cometido, pero es tarde; cuando vuelve al ático sólo ve a Kick Ass y Hit Girl alejándose volando en la jet pack.
Cuando finalmente aterrizan en una azotea, consideran que lo mejor es dejar de lado sus días como superhéroes, pues es demasiado peligroso. Finalmente se presentan y se revelan sus identidades secretas. Pasa el tiempo y Mindy/Hit Girl es acogida por Marcus e inscrita en la misma escuela que Dave, bajo la promesa de que cuidaría de ella; aunque al parecer no será necesario, pues es más que obvio que puede vérselas sola, y es más probable que ella sea quien acabe salvándole el trasero en alguna ocasión. Kick Ass se vuelve una leyenda en Nueva York y desata una ola de nuevos superhéroes. Pero, no todo puede ser maravilloso, pues Chris D'Amico vuelve a escena con una nueva imagen, en el despacho de su padre, en el ático, solamente diciendo: "Conque un mundo lleno de superhéroes... como un gran hombre dijo una vez, esperen a saber de mí..." volteando a la cámara y disparando, lo que da lugar a los créditos finales. Red Mist es El motherfucker.

## Reparto
- Aaron Taylor-Johnson como Dave Lizewski/Kick-Ass.
- Chloë Grace Moretz como Mindy Macready/Hit Girl.
- Nicolas Cage como Damon Macready/Big Daddy (Papi en Hispanoamérica).[5]
- Mark Strong como Frank D'Amico.
- Evan Peters como Todd.
- Christopher Mintz-Plasse como Chris D'Amico/Red Mist (Bruma Roja en España y Niebla Roja en Hispanoamérica).[5]
- Lyndsy Fonseca como Katie Deauxma.
- Yancy Butler como Angie D'Amico.
- Jason Flemyng como Lobby Goon.
- Omari Hardwick como Marcus Williams.
- Xander Berkeley como Detective Gigante.
- Michael Rispoli como Big Joe.
- Clark Duke como Marty.

## Producción
Los derechos para una versión cinematográfica del cómic fueron vendidos antes de que la primera edición fuera publicada.
El guion de la película fue escrito en mayo de 2008, y la filmación se produjo entre finales de 2008 y principios de 2009. En una entrevista con Total Film, Aaron Taylor-Johnson confirmó que la película se mantendría fiel a la naturaleza para adultos del cómic, con una gran cantidad de blasfemias y violencia gráfica y que ya había recibido una calificación R por la MPAA y de 15 por la BBFC. Yancy Butler, famosa por su actuación en la serie de televisión Witchblade, también aparece en la película, en el papel de Angie D'Amico, la esposa de Frank, siendo esta su primera película desde Drop Zone, estrenada en 1994.
Los lugares de rodaje incluyeron Hamilton, Ontario, Canadá, y la escuela secundaria Sir Winston Churchill Secondary School.

## Banda sonora
El tema principal de la película, «Kick-Ass (We Are Young)», es interpretado por Mika.
Otros temas:
- «Make Me Wanna Die» interpretado por The Pretty Reckless.
- «Stand Up» de la banda The Prodigy.
- An american trilogy del cantante Elvis Presley

## Estreno
El 17 de agosto de 2009 se anunció que la película iba a ser estrenada por Lionsgate el 16 de abril de 2010.
Una proyección de la película sin terminar se presentó en el Festival de Cine Butt-Numb-A-Thon 11th el 13 de diciembre de 2009, donde fue recibida con entusiasmo por los asistentes al evento. La primera presentación de la película fue el 12 de marzo de 2010 en Estados Unidos. El estreno de Kick-Ass en México fue el 18 de junio del mismo año. IGN UK le dio a la película cinco de cinco estrellas, e IGN AU le dio cuatro de cinco estrellas.

## Recepción
Las críticas que la película recibió fueron positivas y actualmente tiene un 76% de calificación en Rotten Tomatoes, basado en 220 comentarios, y 66/100 de parte de Metacritic.

## Videojuego
Un videojuego de basado en la película fue desarrollado por Frozen Codebase. Fue lanzado a través de la App Store el 15 de abril de 2010 para iPhone y iPod Touch.
Se informó que el lanzamiento inicial de la plataforma Apple era una versión beta sin terminar y se retiró de la circulación en espera de un relanzamiento de una versión terminada. The game was released on the PlayStation Network on 29 de abril de 2010. Kick-Ass, Hit-Girl y Big Daddy son personajes jugables. El juego presenta misiones e integración de Facebook. Ambas versiones del juego recibieron críticas negativas.

## Secuela
Debido al éxito de la película, Mark Millar escribió una segunda parte del cómic de Kick-Ass, llamada Kick-Ass 2: Balls to the Wall, el cual presenta a un nuevo enemigo de Kick-Ass, The Motherfucker, quien en realidad es el mismo Red Mist. La secuela de la película, Kick-Ass 2, fue dirigida por Jeff Wadlow y estrenada en 2013.